# Battery grip
Il battery grip è una impugnatura supplementare per le fotocamere reflex (ma a volte è un accessorio disponibile anche per altri tipi di fotocamere, come le mirrorless) che contiene al suo interno una o più batterie di riserva. Il battery grip si inserisce nella parte inferiore della fotocamera utilizzando la filettatura per il treppiede. Attraverso dei contatti elettrici viene trasferita l'energia alla fotocamera e viene garantito il funzionamento dei comandi. Sul battery grip sono infatti presenti anche i principali tasti e ghiere di controllo della fotocamera (pulsante di scatto, pulsante della compensazione dell'esposizione, ghiera dei tempi e dei diaframmi, ecc.), per facilitarne l'utilizzo in verticale.

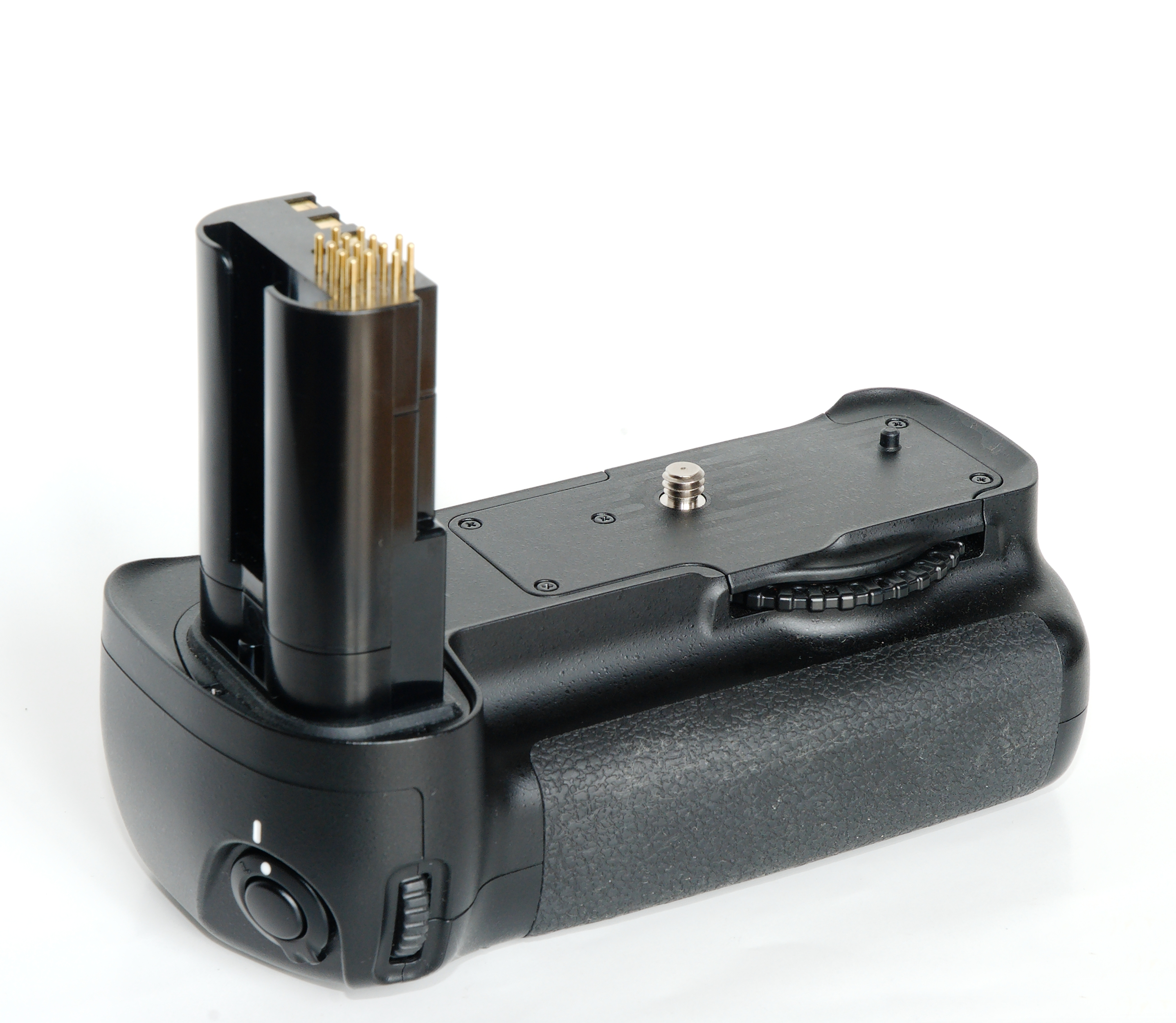
Un battery grip della Nikon

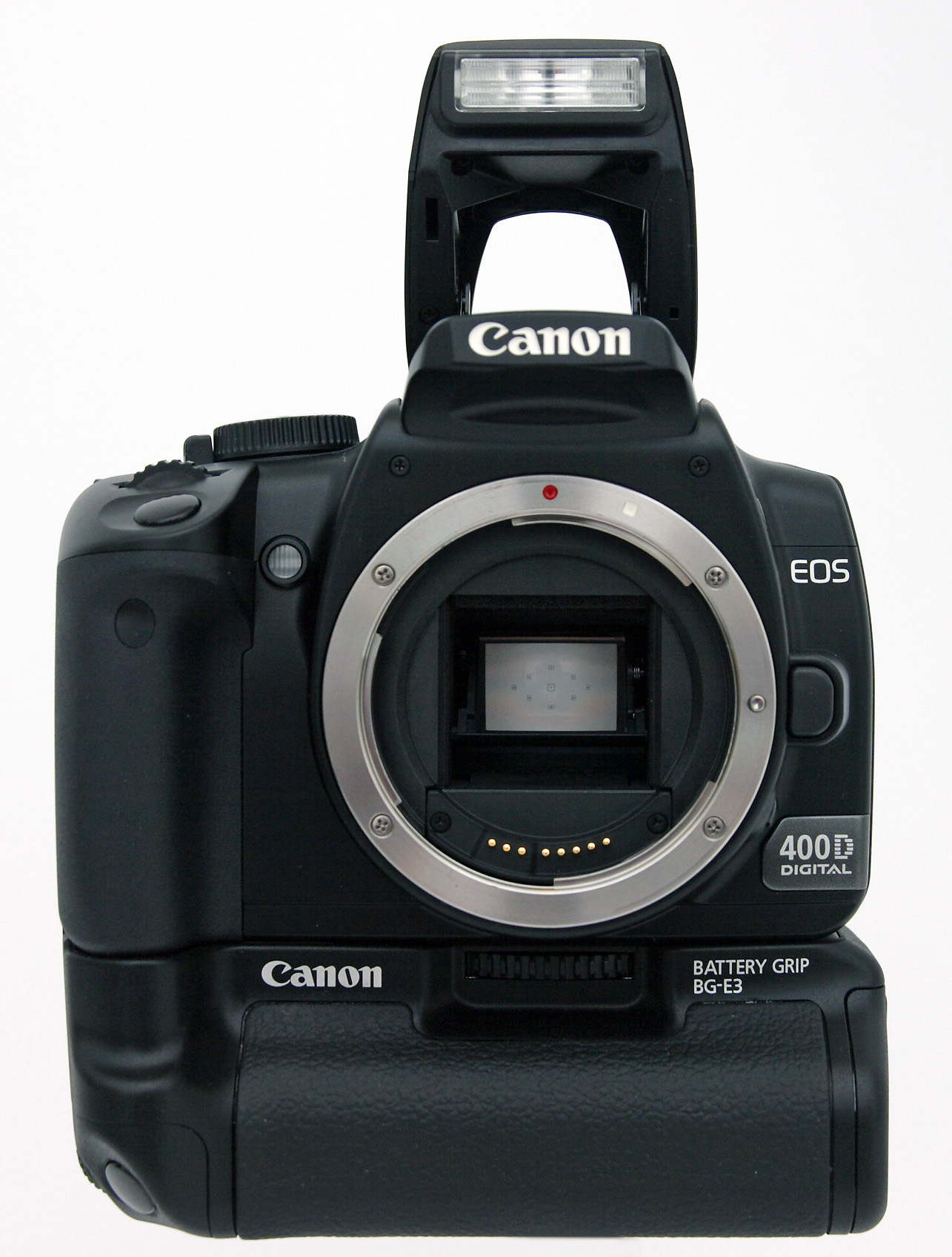
Una fotocamera reflex dotata di battery grip

## Funzioni
Le principali funzioni del battery grip sono:
1. aumentare l'autonomia della fotocamera, garantendo una maggior riserva di energia;
2. migliorare l'ergonomia, in particolare durante l'utilizzo della fotocamera in posizione verticale, permettendo alla mano destra, che imposta le varie funzioni di scatto, di assumere una posizione più comoda e meno innaturale.